# Aquemini
Aquemini (/əˈkwɛmɪˌnaɪ/) is het derde studioalbum van het Amerikaanse hiphopduo Outkast. Het werd uitgebracht op 29 september 1998 door LaFace Records en Arista Records. De titel is een porte-manteau van de sterrenbeelden van de twee artiesten: Waterman (Aquarius in het Engels, voor Big Boi) en Tweelingen (Gemini in het Engels, voor André 3000), wat kenmerkend is voor het terugkerende thema van de verschillende persoonlijkheden van de twee leden op het album. De groep nam het grootste deel van het album op in Bobby Brown's Bosstown Recording Studios en Doppler Studios, beide in Atlanta, Georgia.
Als opvolger van het commercieel succesvolle album ATLiens uit 1996, borduurt Aquemini voort op de composities met ruimtethema van de vorige plaat door live instrumentatie te integreren en te putten uit invloeden van jaren 70 funk, southern soul, gospel, country, psychedelische rock en meer. Het album weerspiegelde een grotere mate van creatieve vrijheid voor de groep, wat ertoe leidde dat de leden het grootste deel van de nummers zelf produceerden en een groot aantal sessiemuzikanten inhuurden die gedurende de opnames de studio in en uit liepen, wat een grote invloed had op de compositorische ontwikkeling van het album. Onder de gastartiesten bevinden zich Raekwon, George Clinton en Erykah Badu. Tekstueel verkent Aquemini diverse onderwerpen, waaronder individualiteit, de menselijke natuur, verslaving, zelfopgelegde worstelingen, technologie en interpersoonlijke relaties, en vermengt het sciencefictionconcepten met stedelijke verhalen.
Aquemini ontving alom lovende kritieken van muziekcritici, die het album prezen om zijn muzikaliteit, eclectische geluid en unieke tekstuele thema's. Net als zijn voorganger was het een commercieel succes en bereikte het de tweede plaats in zowel de Billboard 200 als de Top R&B/Hip-Hop Albums-hitlijst. Het album werd in november 1998, slechts twee maanden na de release, platina gecertificeerd en op 2 juli 1999 dubbel platina door de Recording Industry Association of America (RIAA). Vier nummers van het album werden uitgebracht als singles, hoewel sommige beperkte promotionele releases waren en niet commercieel verkrijgbaar waren. Sinds de eerste release wordt Aquemini beschouwd als een van de beste hiphopalbums ooit gemaakt, evenals een van de beste albums aller tijden. In 2003 plaatste Rolling Stone het album op nummer 500 op hun lijst van de "500 Greatest Albums of All Time". In een geüpdatete lijst uit 2020 steeg het naar nummer 49.